# Pissy
Pissy ist eine französische Gemeinde mit 290 Einwohnern (Stand 1. Januar 2022) im Département Somme in der Region Hauts-de-France. Sie liegt im Arrondissement Amiens und ist Mitglied des Kommunalverbands Amiens Métropole. Die Bewohner werden Pisséens und Pisséennes genannt.

## Geografie
Pissy liegt im Westen der Picardie, zwölf Kilometer südwestlich von Amiens zwischen der Europastraße 44 im Süden und der D221 im Norden.
Umgeben wird Pissy von den sechs Nachbargemeinden:
| Seux | Bovelles                                    |                  |
|      | Kompassrose, die auf Nachbargemeinden zeigt | Guignemicourt    |
| Fluy | Revelles                                    | Clairy-Saulchoix |

## Geschichte
Die Lehensherrschaft von Pissy wurde mehrfach verkauft. In Band IV von „Historiens des Gaules“ (S. 717) steht, dass Pippin der Jüngere, Hausmeier, Pisciacum im Jahr 750 mit seinen 315 Hektar an das Kloster Saint-Denis zurückgab.
Pissy war vor der Französischen Revolution (1789–1799) in zwei Lehen aufgeteilt. Eins gehörte dem Kloster Saint-Lucien in Beauvais, das das Lehen im 16. Jahrhundert verkaufte. Das andere gehörte der Familie Saisseval, die im 17. Jahrhundert durch Heirat auch das erste Lehen erhielt und das Schloss Pissy erbauen ließ.

## Bevölkerungsentwicklung
| Pissy: Einwohnerzahlen von 1793 bis 2016                                                                                   | Pissy: Einwohnerzahlen von 1793 bis 2016 | Pissy: Einwohnerzahlen von 1793 bis 2016 | Pissy: Einwohnerzahlen von 1793 bis 2016 | Pissy: Einwohnerzahlen von 1793 bis 2016 |
| --- | ---------------------------------------- | ---------------------------------------- | ---------------------------------------- | ---------------------------------------- |
| Jahr |                                          |                                          |                                          | Einwohner                                |
| 1793 | 1793                                     |                                          | 400                                      | 400                                      |
| 1800 | 1800                                     |                                          | 388                                      | 388                                      |
| 1806 | 1806                                     |                                          | 448                                      | 448                                      |
| 1821 | 1821                                     |                                          | 496                                      | 496                                      |
| 1831 | 1831                                     |                                          | 474                                      | 474                                      |
| 1836 | 1836                                     |                                          | 476                                      | 476                                      |
| 1841 | 1841                                     |                                          | 422                                      | 422                                      |
| 1846 | 1846                                     |                                          | 390                                      | 390                                      |
| 1851 | 1851                                     |                                          | 397                                      | 397                                      |
| 1856 | 1856                                     |                                          | 382                                      | 382                                      |
| 1861 | 1861                                     |                                          | 388                                      | 388                                      |
| 1866 | 1866                                     |                                          | 369                                      | 369                                      |
| 1872 | 1872                                     |                                          | 338                                      | 338                                      |
| 1876 | 1876                                     |                                          | 322                                      | 322                                      |
| 1881 | 1881                                     |                                          | 295                                      | 295                                      |
| 1886 | 1886                                     |                                          | 270                                      | 270                                      |
| 1891 | 1891                                     |                                          | 248                                      | 248                                      |
| 1896 | 1896                                     |                                          | 264                                      | 264                                      |
| 1901 | 1901                                     |                                          | 244                                      | 244                                      |
| 1906 | 1906                                     |                                          | 236                                      | 236                                      |
| 1911 | 1911                                     |                                          | 223                                      | 223                                      |
| 1921 | 1921                                     |                                          | 211                                      | 211                                      |
| 1926 | 1926                                     |                                          | 191                                      | 191                                      |
| 1931 | 1931                                     |                                          | 178                                      | 178                                      |
| 1936 | 1936                                     |                                          | 196                                      | 196                                      |
| 1946 | 1946                                     |                                          | 201                                      | 201                                      |
| 1954 | 1954                                     |                                          | 184                                      | 184                                      |
| 1962 | 1962                                     |                                          | 170                                      | 170                                      |
| 1968 | 1968                                     |                                          | 177                                      | 177                                      |
| 1975 | 1975                                     |                                          | 176                                      | 176                                      |
| 1982 | 1982                                     |                                          | 220                                      | 220                                      |
| 1990 | 1990                                     |                                          | 304                                      | 304                                      |
| 1999 | 1999                                     |                                          | 298                                      | 298                                      |
| 2006 | 2006                                     |                                          | 271                                      | 271                                      |
| 2011 | 2011                                     |                                          | 287                                      | 287                                      |
| 2016 | 2016                                     |                                          | 276                                      | 276                                      |
| Quelle(n): EHESS/Cassini bis 1999, INSEE ab 2006 Anmerkung(en): Ab 1962 offizielle Zahlen ohne Einwohner mit Zweitwohnsitz |                                          |                                          |                                          |                                          |

## Sehenswürdigkeiten
Das Schloss von Pissy wurde ab 1681 anstelle eines ursprünglichen Herrenhauses erbaut. Die Steine für den Bau des Schlosses wurden aus einem Steinbruch auf dem heutigen Ehrenhof gewonnen. 1989 wurde das Schloss teilweise in das Zusatzverzeichnis der Monuments historiques (historisches Denkmal) eingetragen. Der Ziergarten des Schlosses wurde ebenfalls gegen Ende des 17. Jahrhunderts angelegt und im 19. Jahrhundert umgearbeitet.

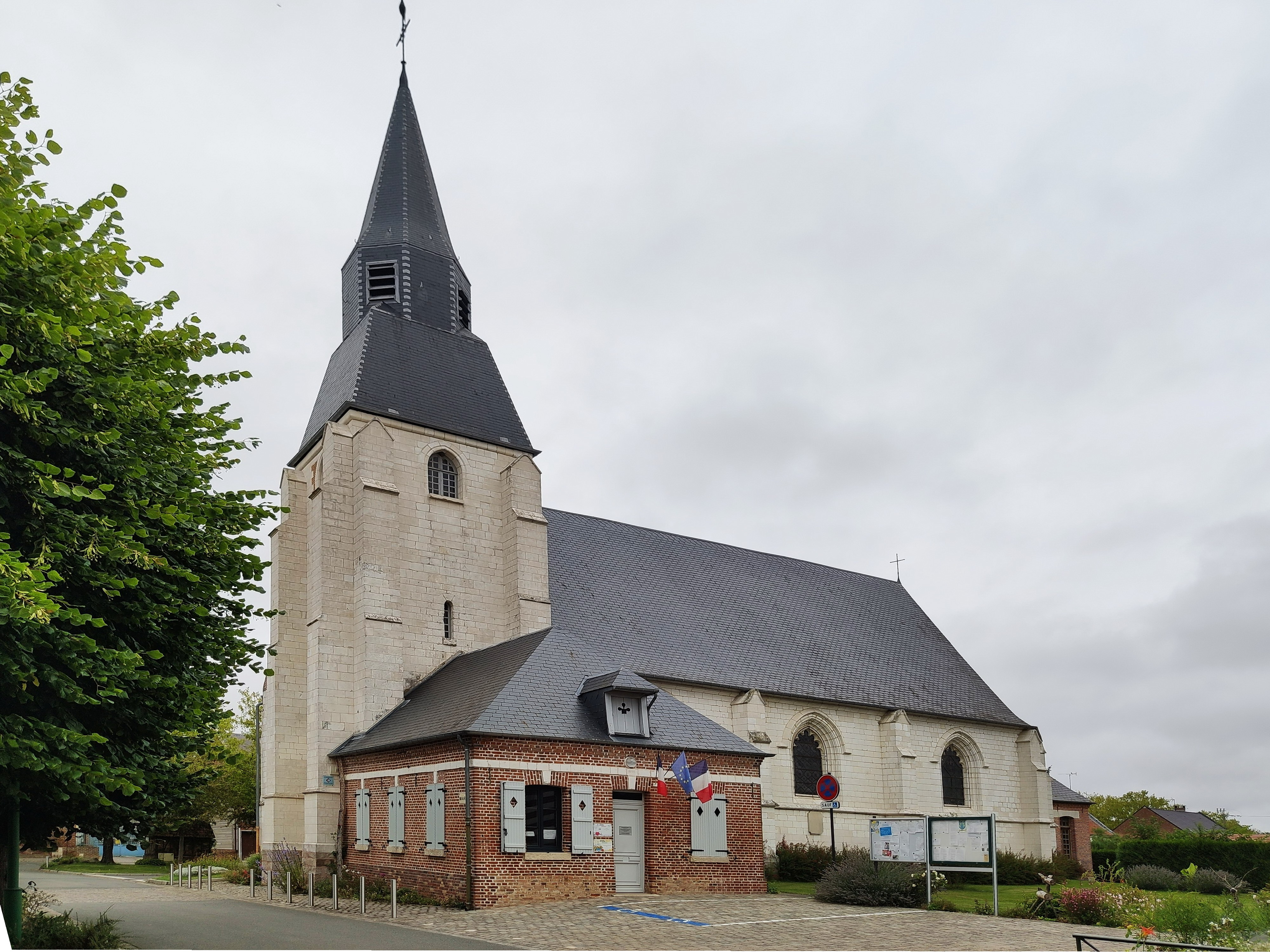
Kirche Saint-Fuscien-et-Saint-Gentien und Bürgermeisteramt

Die Kirche Saint-Fuscien-et-Saint-Gentien stammt aus dem 16. Jahrhundert, sie ist zwei lokalen Heiligen geweiht, die in Sains-en-Amiénois gewirkt haben. In der Kirche steht eine steinerne Statue, die Christ de pitié, den leidenden Jesus Christus, darstellt. Die Statue stammt ebenfalls aus dem 16. Jahrhundert. Sie wurde 1916 als Monument historique klassifiziert.

## Wirtschaft
Auf dem Gemeindegebiet gelten kontrollierte Herkunftsbezeichnungen (AOC) für Lammfleisch (Prés-salés de la baie de Somme). Die Lämmer weiden auf salzigen Wiesen an der Somme-Bucht.